# Remigijus Vilkaitis
Remigijus Vilkaits (ur. 24 maja 1950 w Meiliūnai w rejonie wyłkowyskim) – litewski aktor teatralny i filmowy, minister kultury w latach 2008–2010.

## Życiorys
Po odbyciu służby wojskowej w Armii Radzieckiej w 1971 podjął studia aktorskie w Konserwatorium Litewskim, które ukończył w 1975.
Został następnie aktorem litewskiego teatru młodzieży w Wilnie, w którym pracował przez 25 lat. Od 2000 współpracował z teatrem Oskaro Koršunovo Teatras. Wystąpił m.in. w Ogniu w głowie Mariusa von Mayenburga, Mistrzu i Małgorzacie Michaiła Bułhakowa oraz Romeo i Julii Williama Shakespeare'a. Reżyserował spektakle teatralne i radiowe, m.in. Iliadę Homera, Przypadkową śmierć anarchisty Daria Fo i Perpetuum mobile Antona Czechowa.
W 1972 zadebiutował jako aktor w filmie Ties riba. Długoletni współpracownik litewskiej telewizji jako autor programów i prezenter. Wykładał na litewskich uczelniach artystycznych. Jest również autorem tekstów publicystycznych i krytycznych.
W grudniu 2008 został ministrem kultury w rządzie Andriusa Kubiliusa z rekomendacji Partii Wskrzeszenia Narodowego. W czerwcu 2010 podał się do dymisji. 1 lipca tego samego roku zakończył urzędowanie na stanowisku ministra.

## Filmografia
- Ties riba (1972)
- Pasigailėk mūsų (1978)
- Nebūsiu gangsteriu, brangioji (1978)
- Mėnulio Lietuva (1997)
- Nepaprasti Tučkaus ir jo viršininko nuotykiai (2001)
- Mano tėvas (2006)
- Broliai (2008)